# Фонтенроуз, Джозеф
Джозеф Эдвард Фонтенроуз (17 июня 1903, Саттер-Крик, Калифорния — 7 июля 1986, Ашленд, Орегон) — американский антиковед, историк мифологии и религии; известен, в частности, критикой ритуальной теории мифа. Занимался также творчеством Джона Стейнбека, показывая мифологические стороны его творчества.

## Биография
Большую часть жизни работал в Калифорнийском университете в Беркли. Учился у Айвена Линфорта. С 1955 года был в Беркли главой кафедры классической древности. По политическим убеждениям — социалист. Поддерживал в 1960-е годы «Движение за свободу слова» и «Социалистическую лигу молодежи». В 1966 году издал переведенную на русский книгу, критикующую ритуальную теорию мифа, прежде всегда взгляды лорда Рэглана и Стенли Эдгара Хаймена. Часто используется также его книга 1978 года о Дельфийском оракуле.

## Основные труды
- Python; a study of Delphic myth and its origins (1959)
- John Steinbeck; an introduction and interpretation (1963)
- The Ritual Theory of Myth (1966) (русский перевод в: Д. Фонтенроуз, В. Бэском, К. Клакхон, С. Хьюман. Обрядовая теория мифа / Сост. и пер. А. Ю. Рахманина. СПб., 2003)
- The Delphic Oracle: Its Responses and Operations (1978)
- Orion: The Myth of the Hunter and the Huntress (1981)
- Steinbeck’s Unhappy Valley. A Study of The Pastures of Heaven (1981)
- Classics at Berkeley, The First Century (1869—1970) (1982)
- Didyma. Apollo’s Oracle, Cult and Companions (1988)